# مغنولية سيبولدية
ماغنوليا سيبولدية (الاسم العلمي: Magnolia sieboldii) هي نوع من النباتات تتبع جنس الماغنوليا من الفصيلة الماغنولية.